# Biserica Adormirea Maicii Domnului din Liov
Biserica „Adormirea Maicii Domnului” din Liov (ucraineană: Успенська церква, Uspenska Tserkva), cunsocută și sub denumirea de „Biserica Vlahă”, este o biserică ortodoxă, situată în orașul Liov, Ucraina. Ansamblul Bisericii se află pe strada Ruska și constă din biserica „Uspenski” („Adormirii”), din turnul-clopotniță „Korniakt” și din capela celor Trei Ierarhi. În prezent, este închiriată Bisericii Autocefale Ortodoxe Ucrainene.

## Istoricul clădirilor bisericești
Istoric cunoscută sub denumirile de „Uspieńska” și de „Biserica Vlahă”, biserica „Adormirea Maicii Domnului” este situată în Orașul Vechi, biserica actuală fiind construită în stil renascentist. Această clădire a înlocuit o biserică mai veche, și a fost ridicată în perioada 1591-1629 de către Pavel Roman, Wojciech Kapinos și Ambrozie Przychylny, iar turnul-clopotniță a fost construit în 1571-1578 de Piotr Barbon.
Întemeietorul și ctitorul primei biserici a fost domnitorul Moldovei, Alexandru Lăpușneanu, de unde îi vine porecla de „Biserica Vlahă”, hramul fiind „Adormirea Maicii Domnului”. A doua biserică a fost ridicată la inițiativa Frăției Adormirii (Uspenskoie). Turnul, clopotnița și capela au fost ridicate din cheltuiala negustorului grec Konstantinos Korniaktos (Constantin Corniact). Turnul „Korniakt” este considerat drept unul dintre cele mai prețioase monumente de arhitectură poloneză în stilul arhitectural manierist din secolul al șaisprezecelea.

## Prima biserică
Între 1547-1549, o biserică a fost construită în acest loc cu bani donați de domnitorul moldovean Alexandru Lăpușneanu. Se știu puține despre aspectul bisericii la acea dată: a avut o fațadă susținută, trei turnulețe cu cupole, și fresce murale în interior. Petru din Lugano, zis „Italianul”, a condus lucrările de construcție. În 1568, meșterul constructor Felix a început ridicarea turnului, iar lucrările au continuat sub Peter Krassowski. În 1570, o parte din turnuri s-a prăbușit, iar în anul următor un incendiu a ars întreaga biserică.

## A doua biserică (clădirile actuale)
Aceasta a fost construită la sfârșitul secolului al XVI-lea și începutul sec. al XVII-lea, cu fonduri oferite de negustorul grec Konstantinos Korniaktos și de Frăția Adormirii Maicii Domnului din Liov, care a întreținut de asemenea și o cunoscută școală ortodoxă în oraș. Lucrarea a fost susținută de mulți alții, cum ar fi Hatmanul Piotr Konaszewicz-Sahajdaczny, domnii Țării Moldovei Ieremia Movilă și Simion Movilă, și țarul Feodor I al Rusiei. Fiul lui Simion Movilă, anume Petru Movilă, elev al școlii Frăției, a devenit mitropolit al Kievului, Haliciului și al întregii Rusii din 1633 și până la moartea sa, iar mai târziu a fost canonizat ca sfânt în bisericile ortodoxe din România, Ucraina și Polonia. O placă memorială pentru Petru Movilă a fost amplasată pe un perete exterior al bisericii.
Arhitectura bisericii poartă amprenta Renașterii. Acest lucru este valabil în special pentru fațada abundent decorată a capelei celor Trei Ierarhi, construită între 1574 și 1591 dupa desenele sau modelele lui Piotr Krasowski. În apropiere se află unul dintre reperele cele mai evidente din Liov, Turnul „Korniakt”, care a fost ridicat la înălțimea sa actuală de 65 de metri, după un incendiu în 1695. Acest turn-clopotniță bogat ornamentat a fost, inițial, executat, la comanda lui Korniaktos, de către arhitectul Piotr Barbon în 1570.